# Edwin James
Edwin James (* 27. August 1797 in Weybridge, Vermont; † 28. Oktober 1861 in Burlington, Iowa) war ein US-amerikanischer Botaniker, Geologe, Militärarzt, Sachbuchautor und Bibelübersetzer. Er veröffentlichte die Lebensgeschichte von John Tanner, der 30 Jahre unter Indianern aufgewachsen und gelebt hatte.
Sein botanisches Autorenkürzel lautet „E.James“.

## Leben und Wirken
1820 war James Mitglied der Expedition von Stephen Harriman Long, dabei gelang ihm die Erstbesteigung des Pikes Peak in Colorado. James war der erste Botaniker, der die Flora der Rocky Mountains untersuchte. 1823 bis 1833 diente er als Chirurg in der US Army. 1833 bis 1836 war er Herausgeber des Temperance Herald and Journal in Albany (New York). Er veröffentlichte die Lebensgeschichte von John Tanner, der 30 Jahre unter Indianern gelebt hatte. Das Buch war ein großer Erfolg (siehe Link zu Google Books unten). Er erlernte indianische Sprachen und übersetzte das Neue Testament in die Sprache der Ojibwe. 1833 wurde er zum Mitglied der American Philosophical Society gewählt.

## Ehrungen
Nach James wurden die Pflanzengattungen Edwinia A.Heller aus der Familie der Hortensiengewächse (Hydrangeaceae) und Jamesia Raf. aus der Familie der Hülsenfrüchtler (Fabaceae) benannt.